# Xanthorhoe confusa
Xanthorhoe confusa là một loài bướm đêm trong họ Geometridae.